# 1703

## Събития
- 27 май – Руският цар Петър Велики основава Санкт Петербург
- 30 юни – битката при Екерен между френската и холандската армия (Война за испанското наследство).
- 2 декември – 9 декември – Голямата буря в Северна Европа опустошава южна Англия и причинява смъртта на повече от 10 000 души.
- 27 декември – Подписан е Метюенския договор между Португалия и Англия за преференции при внос на португалски вина в Англия

## Родени
- 17 юни – Джон Уесли, Основател на Методистката църква
- 29 септември – Франсоа Буше, френски художник.

## Починали
- 3 март – Робърт Хук, английски учен и изобретател (р. 1635)
- 16 май – Шарл Перо, френски писател и фолклорист
- 22 септември – Винченцо Вивиани, италиански учен
- 28 октомври – Джон Уолис, английски математик
- 28 декември – Мустафа II, султан на Османската империя